# ピーター・ノース
ピーター・ノース（Peter North、1957年5月11日 - ）は、1980年代から2000年代に掛けて活動したアメリカ合衆国のポルノ映画男優・監督・プロデューサー。カナダ出身。ポルノグラフィーにおいて最も有名な男性のパフォーマーのひとりである。
本名はオールデン・ブラウン。 カナダノバスコシア州のハリファックスに生まれ、1982年に米国カリフォルニア州に移住した。数千ドルの負債を抱えていたため、金を稼ぐために、24歳でポルノ業界に入った。

## キャリア
非常に大量の精液を、勢いよく出すことで有名。30年に及ぶポルノ業界におけるキャリアの当初から変わらず、一度の絶頂につき平均して8～10回の射出を保っている。ジェナ・ジェイムソンなどの共演女優は、ノースの射精量は映像トリックではなく本物であると認めている。ノースは、自分はずっと変わらず大量の射精をしており、ポルノ業界入りするまでは普通じゃない射精量だとは知らなかったと述べている。セックスシーンの絶頂において、ノースの射精は20秒から30秒以上にも及ぶ。
ノースは割礼を施しており、長さ・太さ共に例外的に大きなペニスを持つ事で知られている。多くの女性ポルノスター（特にサバンナ、ケイトリン・アシュレイ、ジュエル・デ・ナイル）もそれを認めている。ノースのペニスサイズは長さ8.5インチ（21.6cm）、胴回り6インチ(15cm)と言われており、Kelly O'Dell、Harmonyなどの競演女優は、すべての現役男性ポルノスターの中で一番大きいと主張している。ノースの出演本数は1,000本以上にのぼる。
ノースは1986年に、未成年のトレイシー・ローズが（ポルノ）業界に関与した件について政府の調査に関わった。ノースとのいくつかのセックスシーンを含め、ローズが彼女の映画のほとんどを製作した時点で彼女は未成年であった。政府は結局調査から手を引いた。ノースは映画監督としても70作以上(特に「North Pole」シリーズと「Anal Addicts」シリーズ)を監督し、「North Pole」シリーズ15作を含む20作を超える映画をプロデュースした。
ノースは2年以上同業のポルノ女優ジュエル・デ・ナイルと交際していたが、古いライバルのロッコ・シフレディによって残酷にアナルセックスをされているところを目撃して別れる事となった
。
1994年、ノースは「Penetrating Insights」という、美しい女性と出会ってデートするためのガイドブックを出版した。その目的は、読者が多くの女性と出会うのを手助けすることで、また、個々人が健康を保つ秘訣をあますところなく書いている。ノースはトレーニングマニアで、50代に突入した現在でも引き締まった素晴らしい肉体を保持していることでよく知られている。
ノースはXRCO殿堂とAVN殿堂の両方のメンバーである

## ビデオグラフィの一部
The Internet Movie DatabaseとInternet Adult Film Databaseはノースがパフォーマーとして出演している映画として、（リリース以前の編集中の作品数点を含め）1,600を超える作品をリストアップしている。
ノースは多くのシリーズ物のポルノ映画にレギュラーとして出演した。以下はその例である。
- Anal Addicts
- Deep Throat This
- First Offense
- Latina Fever
- Maximum Thrust
- North Pole
- Peter North's P.O.V.
- Swallow This
- Pick-up Lines
- Ass Openers
- Video Adventures of Peeping Tom
- Hot Tight Asses
- Passages
- Hawaii Vice
- The Young One
- Chug-a-lug Girls

ゲイ・ポルノ（マット・ラムジーとして）
- Young Gladiators
- Like A Horse
- Boys of West Hollywood
- Below the Belt (Bijou Video)
- Big and Thick (Matt Sterling, 1989)
- Cousins (William Higgins/Catalina/HIS Classic, 1983)
- Getting It (California Dream Machine/Bijou Video)
- Interview Vol. 1 (Bacchus)
- Like a Horse (Matt Sterling/Falcon Studios, 1984)
- Matt Ramsey's Euromen (Video 10, 1982)
- A Matter of Size (Mike Hawrylak/Huge/Video 10, 1983)
- Sizing Up (Falcon Studios)
- The Bigger the Better (Matt Sterling, 1984)
- Valley of the Bi-Dolls (Catalina Video) (bisexual)